# 鈉依賴型葡萄糖共同運輸蛋白
鈉依賴型葡萄糖共同運輸蛋白（sodium-dependent glucose cotransporter）又称钠-葡萄糖耦联转运体（sodium-glucose linked transporter，SGLT），為一類葡萄糖運輸蛋白。本類蛋白質可能會分布於小肠（SGLT1）以及腎元的近端小管，其中近曲小管的SGLT屬於SGLT2；近直小管則為SGLT1，可協助腎臟再吸收葡萄糖。腎小管會藉由本蛋白將濾液中的葡萄糖完全再吸收（近曲小管98%）。

## 類別
SGLT家族中最知名的兩種蛋白為 SGLT1 及 SGLT2，屬於 SLC5A 基因家族。除了這兩種蛋白之外，該蛋白家族還另有其他五種蛋白。
| 基因   | 蛋白質                         | 簡稱  | 近端小管 分布       | Na+:葡萄糖 轉運比 | 占葡萄糖再吸收 百分率（%） |
| ------ | ------------------------------ | ----- | ------------------- | ----------------- | -------------------------- |
| SLC5A1 | Sodium/GLucose coTransporter 1 | SGLT1 | S3節段              | 2:1               | 10                         |
| SLC5A2 | Sodium/GLucose coTransporter 2 | SGLT2 | 主要為餘 S1和S2節段 | 1:1               | 90                         |

## SGLT2抑制劑與糖尿病的治療
SGLT2抑制劑又稱「gliflozins」，常用於治療2型糖尿病。此類藥物包含dapagliflozin、canagliflozin，以及恩格列淨等。
目前也证实 SGLT-2i 在糖尿病肾病患者使用，可减少肾功能恶化及末期肾病的发生。

## 功能
近端小管細胞基底膜側上的鈉鉀泵會消耗ATP泵出鈉離子，同時將鉀細胞泵入細胞，製造細胞內外的鈉鉀濃度梯度。此時SGLT蛋白便可利用鈉離子濃度差，將葡萄糖輸入細胞中。在此過程中，SGLT並沒有消耗ATP，但是乃利用鈉鉀泵主動運輸的濃度差進行運輸，因此屬於次級主動運輸。另外，由於鈉離子的輸入方向與葡萄糖相同，因此屬於同向運輸。

## 外部連結
- 醫學主題詞表（MeSH）：Sodium-Glucose+Transport+Proteins

Template:Ion pumps
Template:Membrane transport proteins